# Marcelo Baumbach
Marcelo Baumbach (Porto Alegre, 16 februari 1967) is een Braziliaans diplomaat. Hij was van 2012 tot 2017 ambassadeur in Suriname.

## Biografie
Marcelo Baumbach behaalde in 1988 zijn bachelorgraad in rechtswetenschap en sociologie aan de federale universiteit van Rio Grande do Sul. In 1990 ging hij aan de slag voor het ministerie van Buitenlandse Zaken. Ondertussen voltooide hij een studie aan de Haagsche Academie voor Internationaal Recht. Vervolgens volgde hij een postacademische diplomatieke studie aan het Rio Branco Instituut en schreef zijn scriptie over het sanctieregime van de Veiligheidsraad van de Verenigde Naties.
In 1993 werkte hij als assistent voor Rio Branco en vanaf 1999 op de Braziliaanse missie bij de Latijns-Amerikaanse Integratieassociatie (ALADI) in Montevideo, Uruguay. In 2002 leidde hij de afdeling die de coördinatie deed van het buitenlandse beleid en werkte hij als assistent van de staatssecretaris van het ministerie. Vanaf 2004 werkte hij op de missie bij de Verenigde Naties in New York.
Sinds begin april 2007 trad hij aan als woordvoerder van president Luiz Inácio Lula da Silva. Vier jaar later werd hij uitgezonden naar de ambassade in Caracas, Venezuela.
Op 12 januari 2012 werd hij benoemd tot ambassadeur in Suriname. Op 11 april 2012 nam president Desi Bouterse zijn geloofsbrieven in ontvangst. In 2014 zei hij dat in Suriname aanwezige illegale Brazilianen volgens zijn regering niet bestaan. Hij bedoelde daarmee dat Suriname het recht heeft om tegen ze op te treden wanneer ze in Suriname roven en plunderen. Tijdens zijn ambassadeurschap verbeterde hij zich in de Nederlandse taal. Hij werd in 2017 opgevolgd door Laudemar Aguiar.